# Deviație de sept
Deviația de sept este o afecțiune medicală.

## Anatomie
În termeni generali, septul este un perete care separă două cavități. La nivelul nasului, septul este un perete subțire, care separă nara dreaptă de cea stângă și are rolul de a susține nasul și de a direcționa fluxul de aer inspirat.
În partea posterioară, septul nazal este format dintr-un os subțire, iar in partea anterioară din cartilaj. În mod normal, acesta este relativ drept și pozitionat în centrul nasului. Atunci când septul nazal este suficient deplasat către una dintre părți, poate duce la afectarea pasajului aerului și a mucusului la nivelul nasului. Această afecțiune poate determina anumite simptome sau boli.

## Descriere

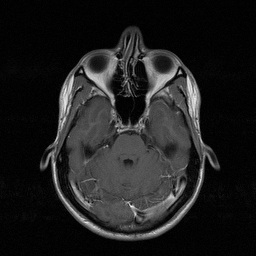
Imagine obținută prin magneto-rezonanță prezentând un sept deviat congenital

Dacă deviația este ușoară ea nu pune probleme, nu creează simptome și se descoperă de obicei la o radiografie de craniu. În cazurile severe, deviația de sept poate produce:
- Obstrucția uneia sau ambelor nări - acest lucru conduce la o respirație dificilă, mai ales în cazurile în care apare și congestia nazală, produsă de răceală, gripă, infecții respiratorii superioare, alergii.

- Sângerări nazale – din cauza modificărilor de vascularizație antrenate de deviația de sept și a uscării septului nazal.

- Infecții frecvente ale sinusurilor – apar ca urmare a blocării mucusului și lipsei drenajului și se manifestă de cele mai multe ori cu dureri ale feței si dureri de cap.

- Respirație zgomotoasă în timpul nopții, mai ales la copiii și tinerii cu deviație de sept.